# ジェームズ・ティブス3世
ジェームズ・ユージーン・ティブス3世（James Eugene Tibbs III, 2002年10月1日 - ）は、アメリカ合衆国ジョージア州アトランタ出身の野球選手（外野手）。ロサンゼルス・ドジャース傘下所属。左投左打。

## 経歴
2024年のMLBドラフト1巡目（全体13位）でサンフランシスコ・ジャイアンツから指名された。
2025年にトレードでボストン・レッドソックス傘下に移籍した。このとき、ジョーダン・ヒックス、カイル・ハリソン、ホセ・ベロもレッドソックスへ移籍しており、ジャイアンツへはラファエル・デバースが移籍した。
同年、トレードでロサンゼルス・ドジャース傘下へ移籍した。このとき、ザック・エールハードもドジャースへ移籍しており、レッドソックスへはダスティン・メイが移籍した。